# Magyarszarvaskend
Magyarszarvaskend, 1910-ig Szarvaskend (románul: Cornești, korábban Chendu) falu Romániában, Erdélyben, Kolozs megyében, az azonos nevű község központja.

## Fekvése
Szamosújvártól 25 kilométerre nyugatra, a Tőki-patak völgyében fekszik. A község területének 42%-a szántóföld, 33%-a legelő és rét, 16%-a erdő.

## Nevének eredete
Nevének alaptagja a Kend személynév. 1306-ban Kend, 1837-ben Szarvas Kend néven említették. Hivatalos névadással keletkezett mai román neve a magyar szarvas névelem fordítása, ugyanis a corn jelentése 'szarv'.

## Története
A 14. század elejétől 1607-ig a Kendi család birtoka volt. 1594-ben magyar falunak írták. A 17. században a Haller és a Bánffy, a 18. században a Diószeghy család birtokolta. 1563-ban és 1616-ban kastélya, a falu és Esztény közötti hegyen pedig vára volt, mely utóbbi 1702-ben már romokban hevert. 1700-ban kilenc jobbágy, két szegény és 2 szabados, 1750-ben húsz jobbágy, nyolc zsellér és négy szegény családfőt írtak össze benne. 1725-ben Apor Lázár és neje, Kapi Teréz római katolikus plébániát szerveztek benne és templomát elvetették a reformátusoktól. Római katolikus parasztsága 1837-ben románul gyónt, mert csak kevéssé beszéltek magyarul. Doboka vármegyéhez tartozott, 1876-ban csatolták Szolnok-Doboka vármegyéhez.
1880-ban 344 lakosából 186 volt román és 123 magyar anyanyelvű; 190 görögkatolikus, 85 református, 57 római katolikus és 12 zsidó vallású.
2002-ben 287 lakosából 194 volt román és 93 magyar nemzetiségű; 184 ortodox, 48 református, 28 római katolikus és 23 pünkösdi vallású.

## Látnivalók
- Római katolikus templomát 1725-ben építették, a középkori, román stílusú szentély és sekrestye beépítésével. A torony nyugati oldalán gótikus mérmű, az északi oldalon csúcsíves ablak látható. Az oltárt Anton Schuchbauer készítette.[2] Mária-képét csodatévőként tisztelték, miután özv. Amirás Mártonné 1881 hozzá imádkozott és jelenése támadt. Ezután Kis- és Nagyboldogasszony napjára búcsújárást engedélyeztek.[3]